# Niven Busch
Niven Busch (New York, 26 aprile 1903 – San Francisco, 25 agosto 1991) è stato uno scrittore e sceneggiatore statunitense.

## Biografia
Nato a New York City, Busch iniziò a scrivere nei primi anni venti, collaborando a "Time Magazine" (fondato, tra gli altri, da suo cugino Briton Hadden). Prima di trasferirsi dieci anni più tardi a Hollywood, Busch ne era diventato redattore, pubblicando allo stesso tempo anche su "The New Yorker", dove faceva uscire ritratti e profili di famosi americani (articoli più tardi raccolti nel suo primo libro, Twenty-One Americans).
Nel 1932 entrò a far parte della scuderia degli scrittori dell'agente e produttore Myron Selznick, che gli procurò un contratto con la Warner Bros., convincendolo a trasferirsi a Los Angeles. Qui collaborò alla sua prima sceneggiatura, per L'urlo della folla (1932) di Howard Hawks.
Durante gli anni trenta Busch lavorò per le più importanti major di Hollywood, soprattutto in film di serie B come The Big Shakedown. Nel 1938 ottenne una candidatura all'Oscar alla migliore sceneggiatura originale per L'incendio di Chicago, film di Henry King basato sul suo racconto We the O'Learys. Nel 1940 scrisse con Jo Swerling L'uomo del West di William Wyler. Il produttore del film, Samuel Goldwyn, lo chiamò a lavorare come story editor e Busch gli raccomandò L'idolo delle folle, poi girato da Sam Wood con Gary Cooper e l'attrice Teresa Wright, che presto diventò sua moglie. I due furono sposati per 10 anni, dal 1942 al 1952, ed ebbero due figli: Niven Terence (nato nel 1944) e Mary Kelly (nata nel 1947). In quel periodo, non accreditato, Busch curò la supervisione della sceneggiatura del film Piccole volpi (1941).
Trasferitosi intanto con la famiglia sulle colline di Encino, Busch cominciò a scrivere romanzi. Dopo The Carrington Incident (1941), pubblicò Duel in the Sun che fu un vero best seller, anche grazie alla trasposizione cinematografica Duello al sole che ne fece King Vidor nel 1946.
Da questo momento, Busch alternò sceneggiature e romanzi, spesso entrambi di successo. They Dream of Home, un romanzo di veterani di ritorno in patria, fu seguito da The Furies, trasposto nel film Le furie (1950) di Anthony Mann, con Barbara Stanwyck. Un altro suo grande successo, con la moglie come attrice accanto a Robert Mitchum, fu Notte senza fine (1947), che mescolava il western e il noir. Ma il film che più lo rese noto fu Il postino suona sempre due volte, che trasse dall'omonimo romanzo di James M. Cain per la Metro-Goldwyn-Mayer.
All'inizio degli anni cinquanta, dopo il divorzio dalla Wright, Busch lasciò Hollywood e andò nel nord della California, dove si mise ad allevare bestiame in un ranch e continuò a scrivere solo romanzi. Qui incontrò la seconda moglie, Carmencita Baker, e quindi la terza, Suzanne de Sanz (da cui avrà ulteriori quattro figli: Jerry, Peter, Briton e Nicholas).
Prima dell'ultimo romanzo, The Titan Game, Busch diventò una figura di spicco della scena letteraria di San Francisco (in città ambientò il romanzo California Street) e insegnò qualche corso all'Università della California.
All'età di 85 anni apparve in un cameo nel film L'insostenibile leggerezza dell'essere (1988). Tre anni più tardi morì per un attacco di insufficienza cardiaca.

## Filmografia
- L'urlo della folla (The Crowd Roars), regia di Howard Hawks - sceneggiatura (1932)
- Miss Pinkerton, regia di Lloyd Bacon - adattamento da un romanzo di Mary Roberts Rinehart (1932)
- Scarlet Dawn, regia di William Dieterle - sceneggiatura (1932)
- College Coach, regia di William A. Wellman - soggetto e sceneggiatura (1933)
- The Big Shakedown, regia di John Francis Dillon - soggetto e sceneggiatura (1934)
- He Was Her Man, regia di Lloyd Bacon - sceneggiatura (1934)
- The Man with Two Faces, regia di Archie Mayo - sceneggiatura (1934)
- Babbitt, regia di William Keighley - adattamento da un romanzo omonimo di Sinclair Lewis (1934)
- Lady Tubbs, regia di Alan Crosland - story-editing non accreditato (1935)
- È scomparsa una donna (Three Kids and a Queen), regia di Edward Ludwig - story-editing non accreditato (1935)
- L'incendio di Chicago (In Old Chicago), regia di Henry King - soggetto (1937)
- Off the Record, regia di James Flood - sceneggiatura (1939)
- Angeli senza cielo (The Angels Wash Their Faces), regia di Ray Enright - sceneggiatura (1939)
- L'uomo del West (The Westerner), regia di William Wyler - sceneggiatura (1940)
- La ribelle del Sud (Belle Starr), regia di Irving Cummings - soggetto (1941)
- Piccole volpi (The Little Foxes), regia di William Wyler - story-editing, da una commedia teatrale di Lillian Hellman (1941)
- Il postino suona sempre due volte (The Postman Always Rings Twice), regia di Tay Garnett - adattamento da un romanzo di James M. Cain (1946)
- Anime ferite (Till the End of Time), regia di Edward Dmytryk - scritto da altri da un proprio romanzo (1946)
- Duello al sole (Duel in the Sun), regia di King Vidor - romanzo (1946)
- Notte senza fine (Pursued), regia di Raoul Walsh - sceneggiatura (1947)
- Rose tragiche (Moss Rose), regia di Gregory Ratoff - adattamento da un romanzo di Joseph Shearing (1947)
- Le furie (The Furies), regia di Anthony Mann - romanzo (1950)
- All'alba giunse la donna (The Capture), regia di John Sturges - sceneggiatura e produttore (1950)
- Tamburi lontani (Distant Drums), regia di Raoul Walsh - soggetto e sceneggiatura (1951)
- Il traditore di Forte Alamo (The Man from the Alamo), regia di Budd Boetticher - soggetto (1953)
- Notturno selvaggio (The Moonlighter), regia di Roy Rowland - soggetto e sceneggiatura (1953)
- Il tesoro di Pancho Villa (The Treasure of Pancho Villa), regia di George Sherman - sceneggiatura (1955)